# راز بهشت
راز بهشت (انگلیسی: Surviving Paradise) فیلمی آمریکایی در ژانر درام به نویسندگی و کارگردانی کامشاد کوشان است که در سال ۱۳۸۰ اکران شد. این فیلم با بازی شهره آغداشلو دربارهٔ برادر و خواهری ایرانی است که به تازگی وارد آمریکا شده‌اند و در محله‌های خطرناک و سخت لس آنجلس به دنبال مادر ربوده شده‌شان، راز سرسختی و بقا را و همین‌طور راز کشور و مردم واقعی آمریکا را کشف می‌کنند. این فیلم با سه ماه اکران در سینماهای کالیفرنیای جنوبی و منطقه خلیج سانفرانسیسکو، اولین فیلم ایرانی-آمریکایی انگلیسی زبان است که در ایالات متحده توزیع شده‌است.

## بازیگران
| بازیگر             | نقش     |
| ------------------ | ------- |
| شهره آغداشلو       | پری     |
| کیان عابدینی       | سام     |
| لورن پریسا عابدینی | سازا    |
| جو آلوارز          | آقای اف |

## یادداشت کارگردان
همه کسانی که از بیرون به کشور آمریکا نگاه می‌کنند با تصویری زیبا از جلوه‌های آزادی مواجهه می‌گردند، اما در نگاهی موشکافانه در می‌یابیم که تصاویری که از این کشور در طول صد سال گذشته به مردم جهان داده شده‌است کاملاً واقعیت نداشته و مردم کشور آمریکا به راستی با چالش‌های زیادی مواجهه بوده و چند فرهنگی بودن این مردم خود یکی از بزرگترین چالش‌ها است. می‌بایست به پشت تصاویر زیبا رفت و مردم این کشور را شناخت و دریافت که کشوری چند ملیتی که پر از تنش است در پس این تصاویر زیبا تلاش می‌کند تا رشد نماید.

## خلاصه داستان
وقتی سام ۱۰ ساله و خواهر ۸ ساله اش سارا، پس از ورود به فرودگاه شهر لس آنجلس، شاهد ربوده شدن مادرشان، پری توسط چند مافیایی می‌شوند که به دنبال نسخهٔ اصلی دست نوشته‌های ارسطو فیلسوف یونانی هستند، پس از ناامید شدن از پلیس، برای پیدا کردن دایی شان از اداره پلیس فرار کرده وارد شهر پرتنش لس آنجلس می‌شوند. در طول ۴ شب و روز فاصله بین چهارشنبه سوری و عید نوروز، وقتی پری تحت بازجویی مافیایی‌ها است، سام و سارا، با جیب خالی در محله‌های خطرناک لس آنجلس سرگردان بوده و با ماجراها و مردمان مختلف روبرو می‌شوند تا با سرنخ‌هایی که در دست دارند، دایی خود را پیدا کرده و مادر رهایی را بخشند…

## فیلمنامه
کامشاد کوشان در سال ۱۳۷۶ (۱۹۹۷) فیلمنامه فیلم راز بهشت را زمانی که در دانشگاه هنر سانفرانسیسکو مشغول به تدریس بود نوشت. نقطه عطف این نگاه در ادامه خیزش‌های اجتماعی شهر لس آنجلس، پس از ضرب و شتم رادنی کینگ شهروند سیاه‌پوست توسط پلیس شهر شکل گرفت. این خیزش‌ها به کوشان نشان داد که جامعه آمریکا بدانگونه که رسانه‌ها در این سال‌ها که او در کشور آمریکا ساکن بوده نشان داده‌اند نبوده و جامعه‌ای چند فرهنگی و پر از تضاد در پس این تصاویر زیبا وجود دارد. جامعه و مردم آمریکا نه به شکل یک سوپ که اجزا آن در هم ادغام شده‌اند (Melting Pot) بوده بلکه بیشتر به یک ظرف سالاد می‌ماند که اجزا آن به‌طور مجزا و با طعم منحصربه‌فرد خود مزه‌های متفاوت را منتقل می‌کنند. از طرفی دیگر ایده جستجو برای کوشان بسیار جذاب بود و اینکه این جستجو از دریچه نگاه دو کودک باشد و حس بی‌طرفی این کشف و شهود اجتماعی را بیشتر القا نماید. کوشان با پا گذاشتن به محله‌های مختلف شهر لس آنجلس (محله‌های خطرناک سیاه‌پوست‌نشین فقیر مانند South Central LA و محله‌های خطرناک مکزیکی‌نشین اکو پارک Echo Park) این محلات و جزئیات اقلیمی و انسان شناسانه آن را وارد فیلمنامه کرد و با مشورت با انا دیویر اسمیت متفکر و بازیگر سیاه‌پوست زن که تئاترهای وی در جامعهٔ شهری سر و صدای زیادی در رابطه با مسانل نژادی ایجاد کرده بود با مراکز فرهنگی و دینی آمریکایی (South Central Presbyterian Church) این مناطق ارتباط برقرار نمود.
فیلمنامه فیلم راز بهشت از میان ۲۰۰۰ فیلمنامه ارسالی به مسابقه آزمایشگاه جشنواره فیلم ساندنس (به رهبری رابرت ردفورد، ستاره سینمای هالییود) برگزیده شد و در بین ۵۰ فیلمنامه انتخابی به مرحله نیمه نهایی راه یافت.

## آشنایی با بهمن مقصودلو
کوشان برای تولید فیلم سینمایی در آمریکا بدنبال تهیه‌کننده بود. در میان اخبار و اطلاعات هنری نام بهمن مقصودلو به چشم می‌خورد که در سابقه کاری اش ساخت چندین فیلم از جمله منهتن از روی شماره به کارگردانی امیر نادری و «هفت مستخدم» با بازی آنتونی کوئین بازیگر سرشناس دیده می‌شد. کوشان با بهمن مقصودلو در شهر نیویورک تماس گرفت و پس از ارسال فیلمنامه حمایت او را جلب کرد.

## تدریس در دانشگاه هنر
کوشان پیش از این با ساخت فیلم‌های کوتاه متعدد در جامعه هنری/سینمایی شهر سانفرانسیسکو در ایالت کالیفرنیا جای پایی باز کرده بود، اما با ساخت و نمایش فیلم ۵۰ دقیقه‌ای آخرین خیال در مراکز معتبر هنری ۱۴ شهر در کشور آمریکا (مانند انستیتوی فیلم آمریکا در مرکز کندی سنتر شهر واشینگتن، آرشیو فیلم دانشگاه‌های یو سی ال ای و برکلی و موزه هنر سیاتل) اعتبار ویژه‌ای یافت و باعث شد از طرف بخش فوق لیسانس دانشگاه هنر سانفرانسیسکو پیشنهاد تدریس دریافت دارد.
کوشان هنگام ندریس در مقطع فوق لیسانس دانشگاه هنر سانفرانسیسکو به انجام امور آماده‌سازی فیلم راز بهشت می‌پرداخت. او در کلاس‌های فیلمنامه‌نویسی، کارگردانی و زیبایی شناختی فیلم با دانشجویانش ارتباط تنگاتنگی برقرار نمود.
در این بین او جهت جذب سرمایه تصمیم گرفت تا با ساختن یک نمونه از فیلم رازبهشت (با استفاده از بازیگران موقت) تیزری ساخته و با نمایش این قطعه ۳ دقیقه‌ای به ترغیب سرمایه‌گذاران به سرمایه‌گذاری در فیلم بپردازد.
در سفر از شهر سانفرانسیسکو به شهر لس آنجلس طی دو روز متمادی در ۹ لوکیشن در این شهر صحنه‌هایی از فیلمنامه راز بهشت را با یک گروه کوچک فیلمبرداری به تصویر کشید. او پس از بازگشت به شهر سانفرانسیسکو، با تدوین و صدا گذاری آن تیزر در نشستی که در یربا بونا سنتر (Yerba Buena Center) یکی از مراکز هنری شهر سانفرانسیسکو برگزار نمود با دعوت از حدود ۱۰۰ نفر از ایرانیان منطقه و با نمایش آن تیزر موفق به جذب بخشی از سرمایه مورد نیاز فیلم شد.

## انتخاب بازیگران
در تابستان ۱۳۷۷ کوشان برای مدت ۳ ماه به شهر لس آنجلس نقل و مکان کرد و پیش تولید فیلم آغاز شد و انتخاب بیش از ۵۰ بازیگر شروع شد. در انتخاب نقش پری، کوشان پیش از این با ایزابلا روسلینی (دختر اینگرید برگمن، ستاره دهه‌های پیشین هالییود و روبرتو روسلینی کارگردان نئورئالیسم ایتالیا) دیدار کرده و روسلینی پس از خواندن فیلمنامه ابراز تمایل کرده بود، اما پس از بررسی‌های مختلف و تماشای فیلم سوته‌دلان اثر علی حاتمی که پیش از انقلاب ۵۷ ساخته شده بود بود، کوشان تصمیم گرفت بجای ایزابلا روسلینی از شهره آغداشلو که تا آن زمان در هیچ فیلم بلند سینمایی ایرانی در کشور آمریکا به ایفای نقش نپرداخته یود برای نقش پری استفاده نماید تا به باورپذیری نقش یک مادر ایرانی کمک کند.
خواهر و برادر واقعی، کیان عابدینی و لورن پریسا عابدینی از میان صدها کاندید کودک برای نقش‌های خواهر وبرادر فیلم و به همراه آغداشلو تست شدند.

## مرحله فیلمبرداری در شهر لس آنجلس
نظر به اینکه کلیه محله‌های مورد نیاز در فیلمنامه قبلاً توسط کوشان مورد بررسی قرار گرفته بود و در خود فیلمنامه باقید آدرس درج شده بود، کوشان کلیه عوامل فنی گروه را به تور شهر لس آنجلس برد و به این گروه که پیش از این پایشان به چنان محله‌های خطرناکی باز نشده بود لوکیشن‌های مورد نظر را جهت هماهنگی‌های لازم و برنامه‌ریزی برای فیلمبرداری نشان داد.
بازیگران اصلی و فرعی فیلم به‌طور روزانه در مرکز باله ملی پارس در شهر تارزانا و در شرمن اوکس در دفتر تولید فیلم شروع به تمرین کرده و بخاطر نابازیگر بودن کودک‌های فیلم به مدت یکماه ادامه داشت.
پس از پیش تولید بسیار فشرده و دقیق، کلیه نیازهای فیلم آماده شد و بجهت آنکه کودکان فیلم فقط در زمان تعطیلی تابستان اجازه حضور در فیلم را داشته و در زمان آغاز مدارس می‌بایست از پرستار و مأمور تأمین اجتماعی در سر صحنه استفاده گردد، گروه بر این شد تا پیش از به پایان رسیدن فصل تابستان بلافاصله فیلمبرداری را شروع نموده و سریعاً به اتمام رساند. این فیلم در بیش از ۴۰ لوکیشن در شهر لس آنجلس فیلمبرداری شد.

## مرحله فنی و تدوین
تدوین فیلم راز بهشت در استودیویی در شهر سانفرانسیسکو و به‌طور غیر خطی با سیستم اوید (Avid) توسط استوکس مکینتایر و ریک لکومپت، که پیش از این فیلم‌های سینمایی مستقل را تدوین کرده بود انجام شد.

## سفر به رم
پس از پایان تدوین، به درخواست یکی از شخصیتهای هنری شهر سانفرانسیکو، نسخه ویدئویی فیلم به فیلیپو بوسی طراح صدای ایتالیایی که پیش از این فیلم‌هایی چون خاطرات عزیز اثر زیبای نانی مورتی کارگردان ایتالیایی را انجام داده بود ارسال شد که مورد پسند او قرار گرفت. بوسی علاقه‌مند بود به عنوان تهیه‌کننده در تولید این سرمایه‌گذاری نماید؛ بنابراین کلیه مواد فیلم شامل نگاتیوها و نوارهای صداهای فیلم به شهر رم ارسال شد.
کوشان به مدت ۲ ماه در شهر رم بر کار تیم طراحی صدای آن نظارت داشت و در نهایت پس از صداگذاری و میکس نهایی آن در استودیوی چینه چیتا در رم که به طریق دالبی اس آر (Dolby SR) با سیتم سوراند انجام شد کلیه امور اتالوناژ و تنطیم رنگ فیلم تمام شده و کپی صفر ۳۵ میلیمتری آن آماده شد.

## حضور در جشنواره‌ها
در پاییز ۱۳۷۹ (۱۹۹۹) فیلم سینمایی راز بهشت در اولین حضور بین‌المللی به جشنواره بین‌المللی فیلم قاهره که جزو جشنواره‌های با رده‌بندی A می‌باشد دعوت شد و به عنوان یکی از ۱۰ فیلم آمریکایی در کنار فیلم‌های Besieged اثر برناردو برتولوچی و پسرها گریه نمی‌کنند Boys Don't Cry که در همان سال کاندید جایزه اسکار شده بود و جایزه اسکار بهترین بازیگر را از آن خود کرد قرار گرفت.
در قاهره، کوشان (به همراه بهمن مقصودلو تهیه‌کننده دیگر فیلم) حضور پیدا کرد و پس از نمایش فیلم در حضور خبرنگاران و رسانه‌های شنیداری و دیداری به سئوالات آنان پاسخ داد.
در این سفر، کوشان با گروه ایرانی که به همراه فیلم دختری با کفش‌های کتانی (به کارگردانی رسول صدر عاملی) به مصر آمده بودند آشنا شد. او همین‌طور با داریوش مهرجویی، کارگردان بنام ایرانی که به عنوان عضو داوران شرکت کرده بود و پیش از این با او در شهر برکلی از طریق اردوان داوران (استاد ادبیات تطبیقی کالج نوتردام) آشنا شده بود دیدار کرد.
پس از قاهره نوبت به دعوت به جشنواره‌های هند در شهر دهلی و سپس نیویورک بود. در جشنواره هند فیلم راز بهشت مورد پسند منتقدین قرار گرفته و به عنوان فیلمی انسانی از شبکه اول تلویزیون هند در ساعت ۹ شب (ساعت اوج با بیش از ۵۰۰ میلیون بیننده) پخش شد.

## اکران سینمایی در کشور آمریکا
چند ماه بعد در تابستان ۱۳۷۹ (۲۰۰۰ میلادی) اکران سینمایی فیلم راز بهشت توسط شرکت ترانس لاکس در شبکه سینماهای زنجیره‌های AMC آمریکا در کنار فیلم‌های سینمایی هالیوودی شروع شد و بمدت ۳ ماه در شهر لس آنجلس و دیگر شهرهای آمریکا به نمایش درآمد. طبق اعلام دست‌اندرکاران سینمای ایران، فیلم سینمایی راز بهشت اولین فیلم سینمایی ایرانی به زبان انگلیسی است که در کشور آمریکا اکران عمومی دریافته‌است.
انعکاس مطبوعاتی و رسانه‌ای فیلم راز بهشت در فرهنگ آمریکایی، به عنوان فیلمی مستقل، ماجرایی و قابل دسترسی توسط کودکان و خانواده‌هایشان باعث شد تا شهره آغداشلو برای اولین بار بر پرده نقره‌ای سینماهای آمریکا ایفای نقش کرده و مورد دید و توجه قرار گیرد. این یکی از عوامل اصلی شد که آغداشلو پس از آن مورد توجه سینمای هالیوود قرار گرفته و در فیلم خانه شن و مه در کنار بازیگرانی چون بن کینگزلی و جنیفر کانلی به ایفای نقش پرداخته و در نهایت کاندید دریافت جایزه اسکار در سال ۱۳۸۳ شود.
فیلم راز بهشت پس از اکران عمومی، توسط کانال‌های تلویزیونی داخلی کشورهای مختلف در جهان پخش گردید.

## انعکاس در رسانه‌ها
- «خلاق --- بسیار جذاب»

کوین توماس، لس آنجلس تایمز
- «بازی‌ها عالی بود»

برایان سباستین، مووی ریویو
- «اعجاب‌انگیز»

میک لاسال، سانفرانسیسکو کرانیکل
- «قهرمانانه»

مجله هالیوود ریپورتر
- "فیلم هوشمندانه و غافلگیرکننده … داستانی کاملاً رضایت بخش --- هدیه زیبایی برای خانواده هاً

جری گارنر، شبکه رادیویی آمریکا
- «هوایی تازه در نمایش چندگانگی فرهنگی، جنبه‌های زیبایی از مساوات آرامانگرایانه»

امیلیا هوانگ، دیلی برویین

## جایزه‌ها
- جشنواره فیلم ساندنس: انتخاب از میان ۲۰۰۰ فیلمنامه و راهیابی به مرحله نیمه نهایی
- متخب انجمن خانه و مدرسه شهر سانفرانسیسکو، کالیفرنیا- آمریکا

## جشنواره‌ها
- جشنواره بین‌المللی فیلم قاهره در میان ده فیلم آمریکایی
- جشنواره بین الملی فیلم هند در دهلی نو
- جشنواره بین‌المللی فیلم کرالا
- جشنواره بین‌المللی فیلم مستقل نیویورک